# راگبی در ایران
راگبی، یک ورزش تیمی پر از هیجان با تماس فیزیکی است که در دانشگاهی در کشور ولز به نام دانشگاه راگبی در نیمه اول قرن نوزدهم آغاز شد. ورزش راگبی بر پایه دویدن با توپ در دست است. در رایج‌ترین شکل‌های بازی آن، یک بازی بین دو تیم هفت نفره و ۱۵ نفره هر کدام با استفاده از یک توپ بیضی شکل در یک زمین مستطیل شکل انجام می‌شود. زمین دارای تیرک‌های H شکل در دو انتها است. راگبی تقریباً همان فوتبال آمریکایی است اما تفاوت‌هایی جزئی با آن دارد. که پرطرفدارترین ورزش در آن کشور است. قوی ترین و پرافتخارترین تیم ملی راگبی ایالات متحده آمریکا می باشد.
راگبی اتحادیه یک ورزش محبوب در سراسر جهان است که توسط مردم بدون توجه به جنسیت، سن و شکل بدنی بازی می‌شود. در سال ۲۰۲۳، بیش از ۱۰ میلیون نفر در سراسر جهان بازی می‌کنند که از این تعداد ۸٫۴ میلیون بازیکن ثبت شده‌اند. فدراسیون جهانی راگبی (World Rugby) که قبلاً بدنه مدیریتی بین‌المللی فوتبال راگبی(IRB) نامیده می‌شد، از سال ۱۸۸۶ هیئت حاکمه اتحادیه راگبی بوده‌است و در حال حاضر دارای ۱۱۶ کشور به عنوان اعضای کامل و ۱۸ عضو وابسته است.
در بسیاری از کشورها راگبی جزو ۵ رشته اول
```
و در کشورهایی مانند استرالیا، ریتانیا، نیوزیلند و… ورزش اصلی از حیث فراگیری محسوب می‌شود.
```

همچنین از سال ۲۰۱۴ این ورزش بصورت مستمر در المپیک حضور داشته‌است.
راگبی در ایران ورزشی جوان و در حال پیشرفت است. برخلاف ظاهر پربرخورد و مهیج این ورزش، اعضای فعال این ورزش بیش از ۷۰ درصد از قشرهای تحصیل کرده جامعه و جزء متخصصین هستند. Rugby به اکثر ورزش‌هایی که با توپ در زمین چمن (یا فضای باز) بازی می‌شود گفته می‌شود.

## تاریخچه

### قبل از انقلاب
در ایران قبل از انقلاب جمهوری اسلامی به صورت غیررسمی ورزش راگبی مخصوصاً در تربیت بدنی نیروهای نظامی به اجرا درآمد و یک بازی غیررسمی با تیم ملوان و سربازان انگلیسی انجام دادند.

### بعد از انقلاب
بعد از پیروزی انقلاب اسلامی، تا سال ۱۳۷۵ هیچ تلاشی انجام نشد تا اینکه در این سال بیژن صفائی به همراه گروهی از دانشجویان تربیت بدنی این رشته را شکل دادند؛ و اولین توپ، توپ خالی از باد فوتبال بود که به صورت بیضی با بند بسته شده بود! پس ازآن ۱۷ عدد توپ راگبی که برخی متعلق به سال‌های ۱۹۴۵ و ۱۹۶۰ میلادی بود در انبار یکی از مراکز آموزشی یافت شد و بعد از تعمیر اولین تمرینات در ساعت ۶ صبح در زمین چمن مجموعه ورزشی انقلاب تهران با حداقل قیمت زمین چمن اجاره‌ای آغاز شد.
بعد از دو سال فعالیت میزان تلاش‌ها افزایش یافت تا آنکه در سال ۱۳۷۹ با تلاش یکی از دانشجویان تربیت بدنی سال‌های ۱۳۷۵ و اساتید کنونی یعنی علیرضا فضل‌الله اعرابی و با همکاری و راهنمائی دکتر ذوالفقاریان رئیس وقت فدراسیون بیسبال، مجوز لازم اخذ و کمیته راگبی در این فدراسیون شکل گرفت.
با نظر مسئولین وقت ورزش ایران و برخی از مراجع تقلید در خصوص این ورزش نسبت به مستقل شدن و راه‌اندازی و افتتاح تیم ملی راگبی ایران اقدام شد.
هم‌اکنون نیز بیش از ۲۰۰۰ ورزشکار مرد و زن در ایران به فعالیت در راگبی می‌پردازند.

## تأسیس فدراسیون راگبی
در سال ۲۰۲۳ میلادی (۱۴۰۲ خورشیدی) فدراسیون راگبی ایران تأسیس شد.
```
از زمان تأسیس فدراسیون راگبی ایران که به همت ریاست فعلی آن دکتر میر مهدی حسینی، ساختار قبلی بدنه مدیریتی راگبی کشور حفظ و با تغییرات جزئی، چارچوب جدیدی جهت رشد و توسعه راگبی ترسیم شد و با بکارگیری استاندارهای swot سعی در بهبود و پیشرفت دادند. سفرهای استانی یکی دیگر از برنامه‌های این دوره می‌باشد تا در جهت هر چه بهتر شدن توسعه راگبی در استانها کمک کند. همچنین ایجاد تیم ملی پانزده نفره بانوان، اعزام مستمر تیم‌های ملی پایه به مسابقات آسیایی، معرفی راگبی در مدارس و دانشگاه ها، ارتقای سطح سیستم آموزشی کشور از روش داخلی به تبعیت از پروتکول‌های آموزشی فدراسیون جهانی و تربیت مدرسین ایرانی بین‌المللی و ایجاد کمیته پیش کسوتان یکی دیگر از برنامه‌های فدراسیون راگبی در جهت استفاده از تجربیات ارزنده پیشکسوتان برای رشد راگبی در کشور ایران است. همچنین میرمهدی حسینی سعی در راه اندازی مدرسه راگبی در شهرهای بزرگ ایران دارد.
```

به پاس زحمات و تلاش‌های بی وقفه دکتر میر مهدی حسینی برای اولین بار در تاریخ ورزش راگبی در ایران در جایگاه ریاست فدراسیون ورزشی کشور به عنوان شخصیت برتر سال ۲۰۲۳ قاره آسیا انتخاب شد.
علی یاقوتی ملی پوش ارزنده راگبی ایران با تلاش‌های میر مهدی حسینی با انتقال به باشگاه سان بوی اسپانیا که جزو سه تیم برتر لیگ حرفه ای این کشور است به اولین لژیونر راگبی ایران تبدیل شد.
همچنین با مراودات بین‌المللی فدراسیون راگبی ایران با فدراسیون راگبی عراق، حمید رضا تقوی نژاد، سرمربی اسبق تیم ملی ایران به سمت سرمربی تیم ملی عراق منصوب شد.
در سال ۱۴۰۲ نیز طبق قرارداد همکاری مشترک بین این دو فدراسیون، ایران میزبان مجموعه دوره‌های آموزشی بین‌المللی برای شرکت کنندگان عراقی شد که در مهم‌ترین آنها ۸ شرکت کننده عراقی موفق به دریافت مدرک مدرسی بین‌المللی و تاییده فدراسیون جهانی راگبی برای آموزش در کشور خود شدند.

## استان‌ها
پس از فدراسیونی شدن ورزش المپیکی راگبی در ایران، بیست و یک استان فعال که در آن‌ها راگبی بازی می‌شود:
- خراسان رضوی
- تهران
- اصفهان
- فارس
- گیلان
- کرمانشاه
- کرمان
- خوزستان
- سیستان و بلوچستان
- البرز
- اردبیل
- مازندران
- همدان
- آذربایجان شرقی
- زنجان
- هرمزگان
- گلستان
- لرستان
- قم
- خراسان شمالی
- خراسان جنوبی

## تیم‌های ملی
در حال حاضر ایران دارای تیم‌های ملی ۱۵ نفر، ۷ نفره در آقایان و بانوان و رده‌های پایه می‌باشد.
از افتخارات تیم‌های ملی راگبی ایران می‌توان به قهرمانی در سید دو آسیا، قهرمانی و نایب قهرمانی تیم هفت نفره آقایان در غرب آسیا، قهرمانی تیم ملی آقایان در آسیا میانه، حضور این تیم در مسابقات انتخابی المپیک ریو ۲۰۱۴, مدال آوری و کسب مقام سوم در مسابقات جام آسیا برای نخستین بار، و کسب مقام سوم در مسابقات غرب آسیا در بخش بانوان نام برد.

## اولین تیم ملی جوانان

### پسران
تیم راگبی جوانان برای اولین بار به مسابقات آسیایی اعزام می‌شود هیچ شناختی نسبت به حریفان نداریم و تنها برای کسب تجربه در این مسابقات شرکت خواهیم کرد. میرمهدی حسینی در گفت و گو با ایسنا، از اعزام ۱۷ ورزشکار و مربی راگبی به مسابقات آسیایی جوانان در چین تایپه خبر داد و اظهار کرد: این رقابت‌ها از ۷ مهر آغاز می‌شود که تیم راگبی سونز جوانان ایران زیر ۱۸ سال برای اولین بار روز چهارشنبه ۵ مهر عازم این رقابت‌ها می‌شوند.

## لینک‌های مفید
- گزارش تصویری از تیم راگبی دختران تهران
- گزارش تصویری از لیگ راگبی مردان ایران
- برگزاری لیگ راگبی ایران با ۱۲ تیم، روزنامه اعتماد، ۶ آبان ۱۳۸۶
- گزارش آسوشیتدپرس از تیم ملی راگبی زنان ایران در سایت شیرزنان
- https://www.alborzvarzeshi.com/News/d?id=6120&ts=14000808183311908
- https://akharinkhabar.ir/amp/sport/9757827/اعزام-تیم-جوانان-راگبی-ایران-به-مسابقات-آسیایی-مشخص-شد
  - https://parsfootball.com/na/news/590464/
- https://iraneconomist.com/fa/news/455911/امضای-تفاهم-نامه-همکاری-بین-راگبی-ایران-و-عراق
- https://www.shahidnews.com/news/article/22033/single
- https://www.isna.ir/news/1402090502890/جایزه-شخصیت-سال-راگبی-آسیا-به-ایران-رسید
- https://www.varzesh3.com/news/1983996/
- https://www.farsnews.ir/news/14020405000683/سرپرست-فدراسیون-راگبی-مشخص-شد
- https://borna.news/fa/tags/333052/1/میرمهدی-حسینی
- https://alborzvarzeshi.com/News/d?id=21373&ts=14020905112330718
- https://www.irna.ir/news/85281002/اولین-مدال-تاریخ-راگبی-زنان-ایران-در-مسابقات-آسیایی-ضرب-شد

فدراسیون راگبی http://www.irugby.ir/
http://www.ifsafed.com/Search.aspx?s=میر%20مهدی%20حسینی
وب سایت قطره https://www.borna.news/بخش-ورزشی-7/1147951-میر-مهدی-حسینی-رئیس-انجمن-راگبی-ایران-شد